# Кубок Франції з футболу 2007—2008
Кубок Франції з футболу 2007–2008 — 91-й розіграш кубкового футбольного турніру у Франції. Титул вчетверте здобув Ліон.

## Регламент
Кубок Франції складається з двох етапів:
- відбіркового, який складається з шести регіональних етапів (перші два організовуються в кожному регіоні за своєю схемою для клубів регіональних ліг, наступні чотири організовуються в регіонах централізовано за участі клубів з національних аматорських і напівпрофесіональних ліг) та двох національних етапів (7-й і 8-й етап, з 7-го стартують клуби Ліги 2 та представники заморських територій);
- фінального, який починається з 1/32 фіналу — з цього раунду стартують клуби провідної Ліги 1.

## 1/32 фіналу
| Команда 1                        | Рахунок      | Команда 2                   |
| -------------------------------- | ------------ | --------------------------- |
| 4 січня 2008                     |              |                             |
| Ланс                             | 0:1          | Ніор (2)                    |
| 5 січня 2008                     |              |                             |
| Газелек (Аяччо) (4)              | 1:0          | Фрежус (4)                  |
| Ам'єн (2)                        | 2:1          | Генгам (2)                  |
| Анже (2)                         | 2:0          | Ванн (3)                    |
| Осер                             | 3:2 дч       | Сент-Етьєн                  |
| Авранш (5)                       | 0:2          | Діжон (2)                   |
| Бове (3)                         | 0:2          | Марсель                     |
| Каркфу (5)                       | 1:0          | Геньон (2)                  |
| Круа-де-Савуа (Тонон-ле-Бен) (4) | 1:1 пен. 6:5 | Раон (Раон-л'Етап) (4)      |
| Епіналь (4)                      | 0:2          | Парі Сен-Жермен             |
| Ле-Пуаре-сюр-Ві (5)              | 4:1          | Кулен (6)                   |
| Лор'ян                           | 2:1          | Валансьєн                   |
| Ліон-Дюшер (5)                   | 3:2          | Люзенак (4)                 |
| Мариньян (4)                     | 1:1 пен. 2:3 | Арль (3)                    |
| Монлюсон (4)                     | 0:3          | Нант (2)                    |
| Монпельє (2)                     | 1:0          | Труа (2)                    |
| Нансі                            | 2:1          | Реймс (2)                   |
| Ніцца                            | 2:1 дч       | Гавр (2)                    |
| Кевії (Ле-Петі-Кевії) (4)        | 1:3          | Бордо                       |
| Роморантен (3)                   | 1:2          | Булонь (Булонь-сюр-Мер) (2) |
| Руан (4)                         | 0:0 пен. 4:5 | Страсбур                    |
| Сент-Омер (6)                    | 0:3          | Тур (3)                     |
| Седан (2)                        | 3:2          | Кан                         |
| Селонже (5)                      | 2:3 дч       | Ле-Ман                      |
| Везуль (4)                       | 1:6          | Мец                         |
| Вірі-Шатійон (5)                 | 2:5          | Бастія (2)                  |
| 6 січня 2008                     |              |                             |
| Авіон (6)                        | 0:3          | Лілль                       |
| Брест (2)                        | 1:3 дч       | Монако                      |
| Кретей (3)                       | 0:4          | Ліон                        |
| Мартіг (3)                       | 0:3          | Ренн                        |
| Мобеж (6)                        | 0:2          | Сошо (Монбельяр)            |
| Тулуза                           | 1:2          | Париж (3)                   |

## 1/16 фіналу
| Команда 1                        | Рахунок      | Команда 2           |
| -------------------------------- | ------------ | ------------------- |
| 1 лютого 2008                    |              |                     |
| Булонь (Булонь-сюр-Мер) (2)      | 1:2 дч       | Тур (3)             |
| Страсбур                         | 0:3          | Мец                 |
| 2 лютого 2008                    |              |                     |
| Ам'єн (2)                        | 1:0          | Газелек (Аяччо) (4) |
| Анже (2)                         | 3:1          | Ніцца               |
| Арль (3)                         | 0:0 пен. 9:8 | Ніор (2)            |
| Бастія (2)                       | 3:0          | Осер                |
| Бордо                            | 1:0          | Ле-Ман              |
| Ле-Пуаре-сюр-Ві (5)              | 1:3          | Парі Сен-Жермен     |
| Лор'ян                           | 0:0 пен. 3:1 | Ренн                |
| Ліон-Дюшер (5)                   | 0:1          | Лілль               |
| Париж (3)                        | 0:0 пен. 5:6 | Діжон (2)           |
| Седан (2)                        | 0:0 пен. 4:2 | Нант (2)            |
| Сошо (Монбельяр)                 | 1:1 пен. 4:3 | Монпельє (2)        |
| 3 лютого 2008                    |              |                     |
| Каркфу (5)                       | 2:1 дч       | Нансі               |
| Круа-де-Савуа (Тонон-ле-Бен) (4) | 0:1          | Ліон                |
| Марсель                          | 3:1          | Монако              |

## 1/8 фіналу
| Команда 1       | Рахунок      | Команда 2        |
| --------------- | ------------ | ---------------- |
| 18 березня 2008 |              |                  |
| Діжон (2)       | 3:1          | Тур (3)          |
| Ліон            | 2:1          | Сошо (Монбельяр) |
| Парі Сен-Жермен | 2:1          | Бастія (2)       |
| Седан (2)       | 2:0          | Анже (2)         |
| 19 березня 2008 |              |                  |
| Ам'єн (2)       | 1:1 пен. 4:2 | Арль (3)         |
| Бордо           | 2:0 дч       | Лілль            |
| Каркфу (5)      | 1:0          | Марсель          |
| Лор'ян          | 0:1          | Мец              |

## 1/4 фіналу
| Команда 1      | Рахунок      | Команда 2       |
| -------------- | ------------ | --------------- |
| 15 квітня 2008 |              |                 |
| Ам'єн (2)      | 1:0          | Діжон (2)       |
| Ліон           | 1:0          | Мец             |
| 16 квітня 2008 |              |                 |
| Бордо          | 0:0 пен. 3:4 | Седан (2)       |
| Каркфу (5)     | 0:1          | Парі Сен-Жермен |

## 1/2 фіналу
| Команда 1     | Рахунок | Команда 2       |
| ------------- | ------- | --------------- |
| 6 травня 2008 |         |                 |
| Ам'єн (2)     | 0:1     | Парі Сен-Жермен |
| 7 травня 2008 |         |                 |
| Ліон          | 1:0     | Седан (2)       |

## Фінал
| 24 травня 2008 22:00 (EEST) |

| Ліон      | 1:0 дч   | Парі Сен-Жермен |
| --------- | -------- | --------------- |
| Гову 103' | Протокол |                 |

| Стад-де-Франс, Сен-Дені Глядачів: 79 204 Арбітр: Філіп Кальт |